# 利沃夫战役 (1939年)
利沃夫战役是第二次世界大战期间波蘭陸軍在利沃夫抵抗德苏两军的一场战役。利沃夫被视作羅馬尼亞橋頭堡的关键城市，波方曾计划不惜一切代价守卫城市。
1939年9月22日，波苏两方在溫尼基的郊区签署投降协定。蘇聯红军接受了瓦迪斯瓦夫·朗纳将军提出的所有条件：守城波军士兵和士官将获准离开城市，接受苏方登记后回家。军官则获准保留个人物品，之后离开波兰，去到任何愿意接纳他们的国家。之后，苏军入城，並占领利沃夫。午后不久，苏联人就打破了投降协议，內務人民委員部开始逮捕所有波兰军官。后者先被押送至捷尔诺波尔，之后被送到俄国境内的多座古拉格，大部分人都被送进了舊比利斯克古拉格。波兰军官们中的大多数人都将在1940年的卡廷大屠殺中被苏方杀害:84。